# 25-й кадр
25-й кадр, или сублимина́льная рекла́ма (англ. subliminal advertising), — вымышленная методика воздействия на подсознание людей посредством вставки в видеоряд скрытой рекламы в виде дополнительных кадров. Автор метода Джеймс Викари (James Vicary) признал, что результаты экспериментов, якобы подтверждавших наличие такого воздействия на людей, были им сфабрикованы. Несмотря на это, использование сублиминальной рекламы запрещено во многих странах.

## Принцип действия

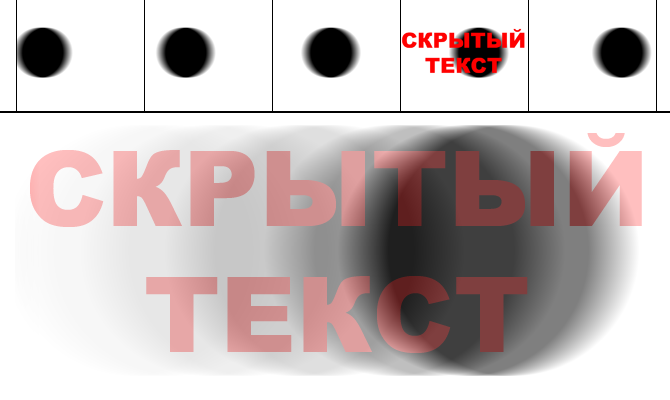
Вверху — кадры на плёнке, внизу — то, что видит человек

Идея заключается в том, что зрение человека якобы способно различать не более чем 24 кадра в секунду (хотя эта граница зависит от чёткости краёв и скорости движения объектов на экране). Поэтому инородный кадр, показываемый менее чем на 1/24 секунды, якобы минуя сознание, воздействует сразу на бессознательное. На самом же деле через бессознательное проходит вся информация, поступающая в мозг, а затем для обработки той информации, которая будет воспринята как наиболее важная, подключается сознание. Таким образом отсеивается огромное количество информации, которая по продолжительности восприятия может значительно превышать 1/25 секунды (например, обычная телевизионная реклама), а следовательно, «скрытая» реклама уже в любом случае менее продуктивна, чем обычная.
В действительности 25-й кадр скрытым не является: каждый кадр отмечается глазом наблюдателя, но из-за инертности зрения сливается с подобными и не выделяется человеком. Однако благодаря этому же эффекту заметить «лишний» кадр не составляет труда. Можно даже прочитать короткое слово, если оно набрано крупным шрифтом и знакомо зрителю — в этом легко самостоятельно убедиться, используя домашний компьютер и программу видеомонтажа (при этом частоту кадров можно поставить значительно выше стандартных 25 кадров/сек, но всё равно даже далеко не «25-й» кадр будет бросаться в глаза).
Что касается психологического эффекта, то его наличие ещё в 1958 году было официально опровергнуто Американской психологической ассоциацией.

## История

### Опыты Джеймса Викери
В 1957 году Джеймс Викери заявил, что провёл в кинотеатрах Нью-Джерси следующий эксперимент. Во время показа фильма «Пикник» в моменты смены кадра с помощью дополнительного проектора демонстрировались кадры скрытой рекламы, такие как «Кока-кола», «Ешьте попкорн». Фильмы показывались на протяжении всего лета 1957 года. Продажа кока-колы в буфете кинотеатра, по заявлению Викери, повысилась на 17 %, а попкорна — на 50 %. Затем Джеймс Викери запатентовал эту технологию и открыл компанию по сублиминальной рекламе в фильмах.
Идею этой обманной технологии ему подсказал недавно изобретённый тахистоскоп, прибор, дающий короткие вспышки света до 1/60000 секунды. Столь короткие импульсы человеческое сознание не фиксирует, то есть они ниже порога восприятия. С их помощью фирма «Кодак» получила уникальные фотографии пули в полёте. Викери придумал этим импульсам иное применение.
Сообщения в СМИ привлекли внимание учёных, рекламных агентов и правительственных работников к методике Викери, которые потребовали провести ещё один эксперимент. Викери устроил несколько демонстраций, которые, однако, не привели к желаемому результату. Испытуемые не ощущали особого желания исполнять внушаемые им команды.
В 1958 году Advertising Research Foundation потребовал от Викери предоставить данные и описание эксперимента, проведённого в 1957 году, но получил отказ.
Стюарт Роджерс, студент из Нью-Йорка, приехал в Форт-Ли писать реферат по исследованию Викери. Он обнаружил, что кинотеатр, в котором, по утверждению Викери, проводился эксперимент, не мог принять 50 тысяч зрителей за 6 недель, кроме того, директор этого кинотеатра заявил, что вообще впервые слышит о каких-либо экспериментах, проводившихся в его заведении.
Многие учёные пытались повторить эксперимент Викери. Так, в 1958 году рекламное агентство Canadian Broadcasting Corporation во время популярной телепередачи «Close-Up» транслировало вставки с текстом «Звони прямо сейчас!», но количество звонков от этого не увеличилось. Когда же телезрителям сообщили об этом и попросили угадать содержание послания, то ни в одном письме не содержалось правильного ответа. Но почти половина испытуемых утверждала, что во время просмотра им хотелось есть и пить.
А в 1962 году сам Викери признал, что эксперимент 1957 года вместе со всей статистикой продаж был попросту сфабрикован.

### Поздние исследования
Международный научно-популярный журнал New Scientist писал, что в некоторых случаях подсознательная реклама работает. Для этого сообщение должно быть замаскировано в потоке скачущих букв и цифр и должно появляться на время, на порядок превышающее 1/25 с (ориентировочно 0,3—0,4 с). Испытуемые не просто наблюдали бессмысленный видеоряд, а должны были подсчитывать число букв в мелькавших словах.
Группа учёных университета Неймегена в Нидерландах под руководством Йохана Карреманса провела эксперимент, подтверждающий эффективность сублиминального воздействия при определённых условиях. Результаты были опубликованы в журнале Journal of Experimental Social Psychology. Исследование 2012 года, опубликованное в NeuroImage, также показывает, что некоторые участки мозга можно стимулировать подсознательно через аудио- и визуальные стимулы, что фиксировалось функциональной МРТ, однако управлять процессом не удалось.
Компания BBC также провела эксперимент в целях проверки данного феномена. Эксперты подтвердили, что различия между контрольной группой и группой, получавшей «сублиминальную рекламу», не были статистически значимыми.

## Возрождение в России
В 1990-е годы — с опозданием почти на 40 лет — усилиями «жёлтой прессы» в России возрастает интерес к 25-му кадру. В газетах появляются статьи о «зомбировании населения», реклама видеокассет для изучения английского языка, лечения различных заболеваний (например, алкоголизма) с помощью 25-го кадра. Более того, были даже приняты соответствующие законы. В то же время по мере развития и популяризации смартфонов, цифровиков и экшен-камер в их настройках легко было обнаружить, что минимальной, впрочем, в большинстве случаев и максимальной, скоростью съёмки являлась не 24, а 30 кадров в секунду. Скорость экшен-камер среднего и высокого класса, как, например, GoPro или Sony, значительно превышает этот показатель и достигает 120 и более кадров в секунду.

## Законодательство
В российском законодательстве использование 25-го кадра, равно как и других методов скрытой рекламы, запрещено. Пункт 9 ст. 5 («Скрытая реклама») Федерального закона «О рекламе» № 38-ФЗ от 13.03.2006 (вступил в силу с 1 июля 2006) гласит:
Не допускаются использование в радио-, теле-, видео-, аудио- и кинопродукции или в другой продукции и распространение скрытой рекламы, то есть рекламы, которая оказывает не осознаваемое потребителями рекламы воздействие на их сознание, в том числе такое воздействие путём использования специальных видеовставок (двойной звукозаписи) и иными способами.
Специалисты Всероссийского НИИ ТВ и радио (ВНИИТР) разработали прибор, выявляющий, среди прочего, «постороннюю и несанкционированную информацию» в телевизионном сигнале. С помощью этого устройства, в частности, было обнаружено нарушение требований Федерального закона «О рекламе» екатеринбургской телекомпанией АТН.
Законом Украины «О телевидении и радиовещании» запрещается «использование в программах и передачах на телевидении и радио скрытых вставок, действующих на подсознание человека и/или оказывающих вредное воздействие на состояние их здоровья».

## Обвинения в использовании 25-го кадра
- Во время парламентских выборов на Украине в 2006 году руководитель избирательной кампании Партии регионов Евгений Кушнарёв заявил об использовании блоком «Наша Украина» так называемого «25-го кадра» в агитационном фильме «Загроза. Страшна правда», продемонстрированном 10 марта на Первом национальном канале. По его словам, на протяжении всей ленты пять раз по три кадра появляется изображение черепа. Блок «Наша Украина», в свою очередь, опроверг через свою пресс-службу обвинения, назвав череп спецэффектом, упрекнув Партию регионов в раздувании псевдосенсаций для отвлечения внимания от компрометирующих фактов, приведённых в фильме[14]. При замедленном просмотре видно, что изображение черепа проявлялось в виде вспышки при смене сюжетов и занимало более одного кадра в каждом случае, то есть не являлось 25-м кадром как таковым.
- После инцидента с эпилептическими приступами у японских детей в использовании 25-го кадра был обвинён популярный аниме-сериал «Покемон».[15]

## В кино
- В сюжете фильма «Бойцовский клуб» упоминается использование 25 кадра Тайлером Дёрденом: работая в кинотеатре, он вставлял в фильмы кадр с изображением полового члена, что вызывало подсознательное смущение у публики, не заметившей пошлости на уровне сознания; также кадр с изображением мужского полового органа вставлен в конец фильма. В начале фильма присутствуют вставки изображений самого Тайлера Дёрдена до его встречи с главным героем.
- В одном из эпизодов телесериала «Коломбо» убийца использует 25 кадр для того, чтобы заставить жертву оказаться в том месте, где преступник её и поджидал. Позднее лейтенант Коломбо, ознакомившись с этой технологией, воспользовался ей для воздействия на подозреваемого: лейтенант знал только район тайника с орудием преступления (изменителем калибра), но не знал конкретного места, а потому вставил в фильм 25 кадр с изображением местности предполагаемого тайника. Убийца при просмотре этого фильма по непонятной для себя причине занервничал, вышел из кинозала и проверил тайник, около которого его уже ждали полицейские.
- В сериале «Вавилон-5» организация телепатов пси-корпус использует технологию 25 кадра для увеличения доверия к ней со стороны зрителей рекламы. В 15 серии 2 эпизода, «А теперь — слово» (And now for a word), выполненной в виде новостной передачи, присутствуют рекламные вставки. В рекламе пси-корпуса видны мелькающие на экране слова: The Psi Corps is your friend. Trust the Corps (Пси-корпус — твой друг. Доверяй корпусу). При монтаже серии длительность этих кадров была сознательно увеличена в 2.5 раза, чтобы соответствовать американским правовым актам в области телевидения[16], поэтому текст можно прочитать, даже не ожидая его появления. Однако во Франции в соответствии с законодательством эти кадры были вообще вырезаны из трансляции[17].

## В музыке
- «25-й кадр» — шестой студийный альбом группы «Сплин».